# Oihane Hernández Zurbano
Oihane Hernández Zurbano (Sopela, Biscaia, 4 de maig de 2000) és una futbolista basca.
Lateral dret, es formà en les categories inferiors del Betiko Neskak d'Erandio. El 2015 fitxà pel filial de l'Athletic Club de Bilbao. Debutà a la Lliga espanyola amb el primer equip del club basc la temporada 2018-19 i hi jugà durant cinc temporades, competint en més de cent partits. Guanyà dos Copes del País Basc (2018 i 2020). El juliol de 2023 fitxà pel Reial Madrid CF. Internacional amb la selecció espanyola en categories inferiors, es proclamà campiona d'Europa sub-19 (2018) i aconseguí el subcampionat europeu sub-17 (2017). Amb la selecció absoluta, debutà internacionalment l'octubre de 2022 i, en la seva primera participació en un Mundial, guanyà la Copa del Món de 2023.